# Euploea mindanensis
Euploea mindanensis är en fjärilsart som beskrevs av Otto Staudinger 1885. Euploea mindanensis ingår i släktet Euploea och familjen praktfjärilar. Inga underarter finns listade i Catalogue of Life.